# Ullik’sche Konkavität
Unter der Ullik'schen Konkavität, benannt nach Rudolf Ullik, versteht man ein untypisches Nebenmerkmal im Bereich der unteren Eckzähne (33, 43). Normalerweise ist die distale Begrenzungslinie immer stärker gewölbt als die mesiale. Die Eckzähne des Unterkiefers (33, 43) können hier jedoch eine Ausnahme darstellen: Die distale Begrenzungslinie ist zwar stark gebogen, kann jedoch im cervikalen Drittel eine Konkavität haben. Diese Konkavität bezeichnet man als Ullik'sche Konkavität.